# Hondenbelasting

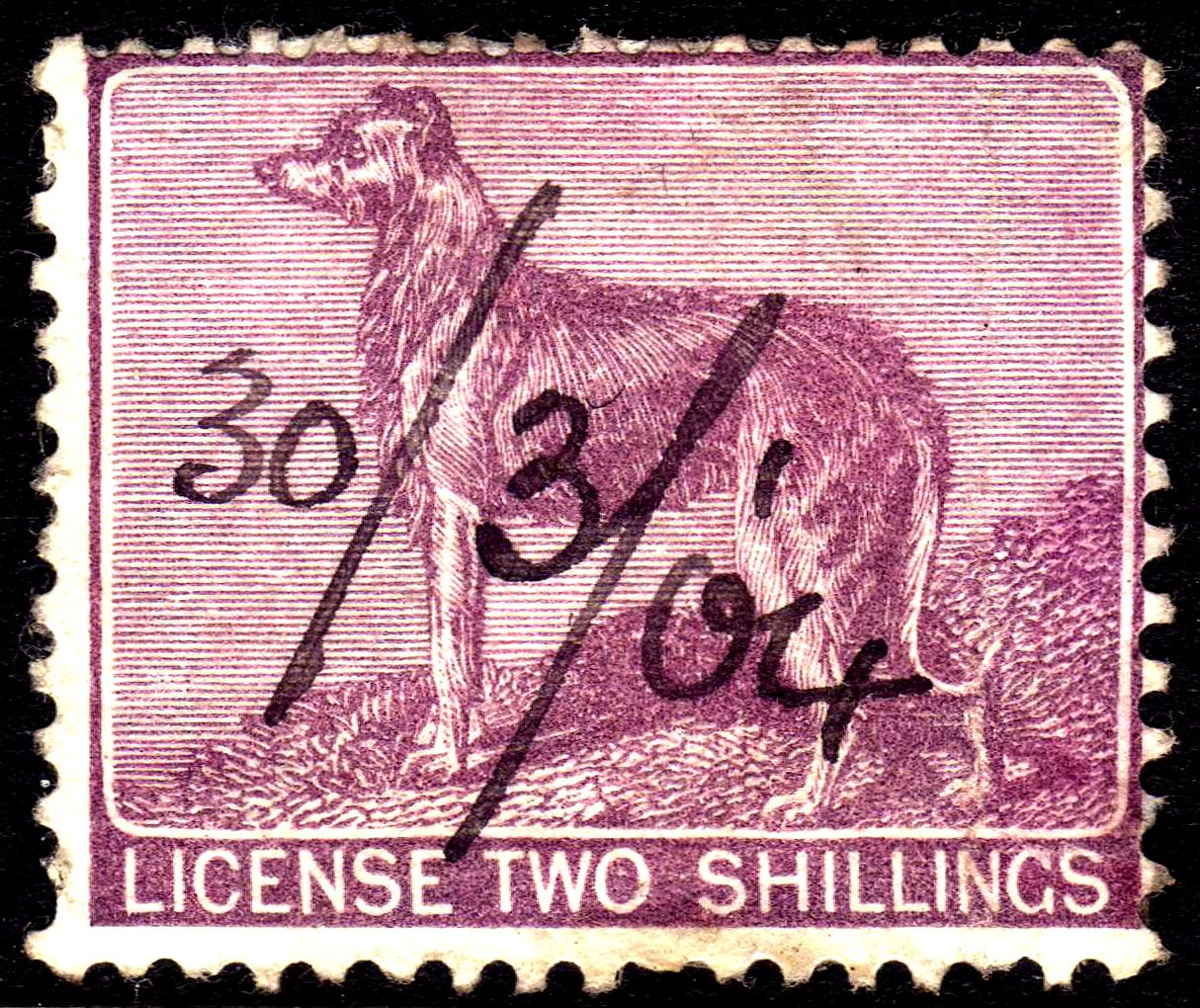
Britse hondenbelastingzegel uit 1904

Hondenbelasting is een belasting op het houden van een hond. Dit artikel behandelt de situatie in Nederland.
Hondenbelasting kan geheven worden door de gemeente of openbaar lichaam BES. De belasting wordt geheven van de houder van een hond en naar het aantal honden dat wordt gehouden (artikel 226 Gemeentewet en artikel 58 FinBES). De opbrengst vloeit naar de algemene middelen en hoeft door de gemeente dus niet te worden gebruikt voor het bestrijden of opruimen van hondenpoep. Sterker nog, de gemeente kan naast het heffen van hondenbelasting ook de plicht opleggen dat burgers de poep van hun hond opruimen. 
Dit vloeit voor uit het feit dat hondenbelasting een belasting is; een rechtsband tussen overheid en belastingsubject waarbij een heffing of prestatie wordt opgelegd ten behoeve van de overheid met als doel in de openbare uitgaven te voorzien. Er staat dus, net als bij andere belastingen als accijnzen, inkomstenbelasting en vennootschapsbelasting, geen directe tegenprestaties van de overheid tegenover.

## Historie
Al sinds de middeleeuwen wordt hondenbelasting geheven. Het werd ingevoerd om de overlast van met name zwerfhonden te beperken en om de verspreiding van hondsdolheid tegen te gaan. Daarnaast zag de overheid in die tijd, dat de hondenkar als transportmiddel werd gebruikt. Met de hondenbelasting kreeg de overheid op die manier een soort wegenbelasting ervoor terug. Tegenwoordig, begin 21e eeuw, wordt er dikwijls van uitgegaan dat de heffing van hondenbelasting is gerechtvaardigd om de overlast van hondenpoep terug te dringen, vanuit het beginsel de vervuiler betaalt. Er bestaat echter geen direct verband tussen de heffing en de kosten die een gemeente maakt om overlast tegen te gaan, zie hieronder bij Tegenprestatie.

## Rechtsgrondslag
Hondenbelasting kan worden geheven door gemeenten op basis van art. 226 van de Gemeentewet. Dit artikel luidt als volgt:  
1. Ter zake van het houden van een hond kan van de houder een hondenbelasting worden geheven.
2. De belasting wordt geheven naar het aantal honden dat wordt gehouden.
3. Voor de toepassing van het eerste lid wordt het houden van een hond door een lid van een huishouden aangemerkt als het houden van een hond door een door de in artikel 231, tweede lid, onderdeel b, bedoelde gemeenteambtenaar aan te wijzen lid van dat huishouden.

Van belang in lid 1 is het woord kan waarmee wordt aangegeven dat een gemeente niet verplicht is hondenbelasting te heffen en vele gemeenten doen dit dan ook niet. Het geeft de gemeente ook de gelegenheid uitzonderingen of vrijstellingen te creëren. Zo hoeft voor blindengeleidehonden en puppy's tot 3 maanden oud vaak geen hondenbelasting betaald te worden. Lid 2 wijst de houder aan als belastingplichtige. Dit is vaak de eigenaar, maar kan ook een verzorger zijn. In de jurisprudentie is bepaald dat dit houderschap een duurzaam karakter moet hebben. Wie drie weken de hond in huis heeft van familieleden uit een andere gemeente die op vakantie zijn, hoeft dus zelf (in zijn eigen gemeente) geen hondenbelasting te betalen.

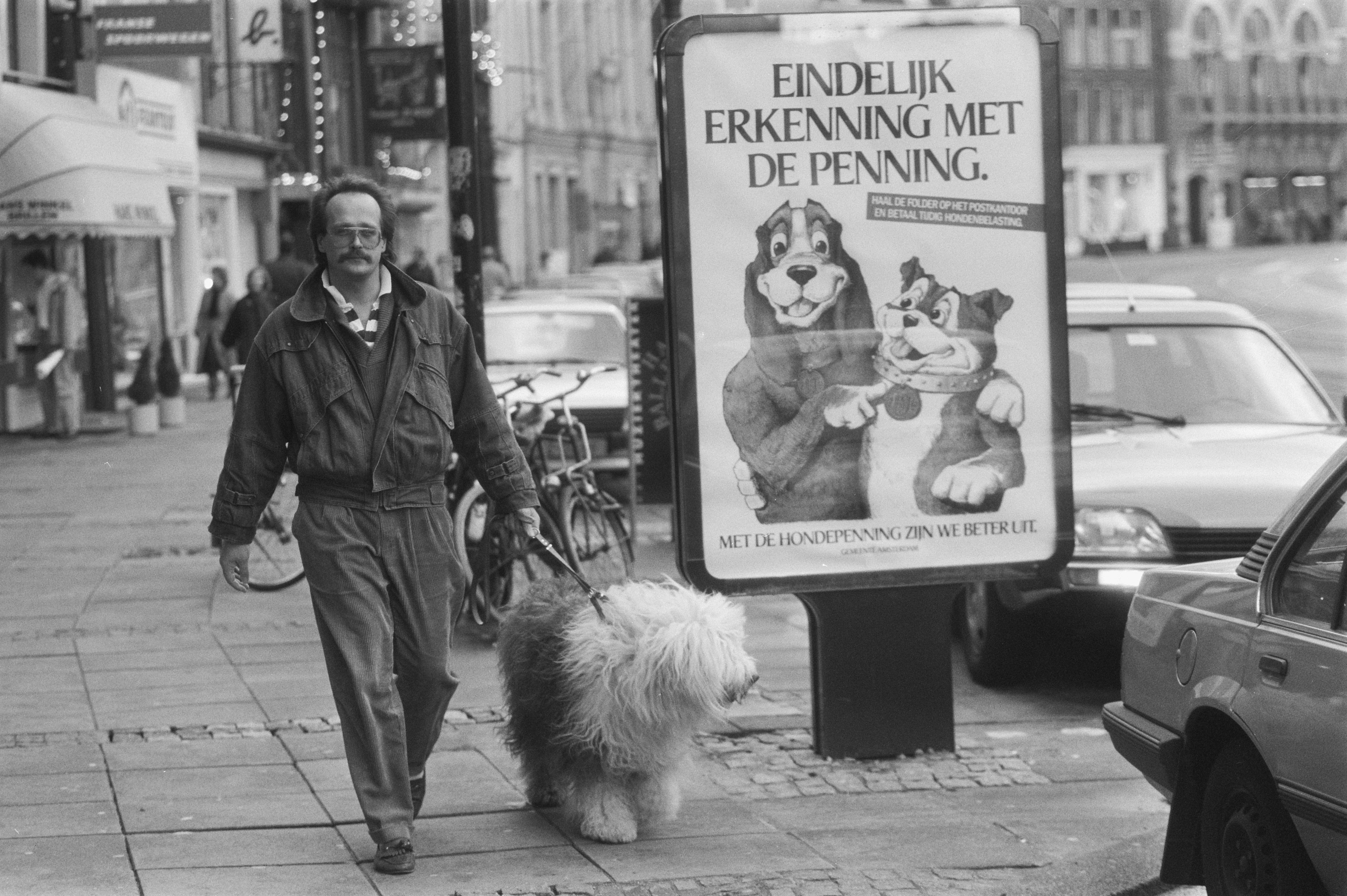
Aankondigingsaffiche voor de hondenpenning als erkenningsmiddel van het betalen van hondenbelasting in Gemeente Amsterdam (1988)

Het 3e lid is ingewikkeld maar dient om te voorkomen dat mensen het vaak progressieve tarief van de belasting omzeilen. Een progressief tarief houdt in dat voor de 2e hond meer belasting moet worden betaald dan voor de eerste hond, en voor de 3e hond weer meer dan voor de tweede. Door binnen een gezin één persoon als houder van meerdere honden aan te wijzen voorkomt de wetgever dat verschillende leden binnen één gezin elk één hond opgeven. Met die laatste constructie zou de gemeente minder belasting ophalen.
De wijze waarop een gemeente de hondenbelasting heft (inclusief de tarieven, vrijstellingen, uitzonderingen, tijdvak van de heffing, restitutie bij overlijden, ed.) dient in de gemeentelijke belastingverordening te worden opgenomen. Het is openbare informatie. Veel gemeentes publiceren de tarieven op hun website. Hondenbezitters moeten doorgaans zelf aangifte doen van het bezit van een hond. Ter vereenvoudiging van de controle reiken sommige gemeenten een zogenaamde "hondenpenning" uit aan houders die de belasting hebben betaald; de hond moet deze penning zichtbaar dragen.

## Waarom alleen honden?
Een veelgehoorde vraag is waarom er geen kattenbelasting wordt geheven, of voor andere huisdieren, bijvoorbeeld exotische of zeldzame dieren zodat het houden daarvan wordt ontmoedigd. Dit is omdat de Gemeentewet in art. 226 lid 1 alleen een belasting op honden expliciet noemt. Gemeenten mogen niet zonder wettelijke grondslag een belasting op andere dieren heffen. De volgende vraag is dan waarom geen andere dieren in art. 226 zijn opgenomen: dit is omdat de controle op het houden van andere dieren vaak lastig is en/of omdat andere dieren minder vaak worden gehouden dan honden. De kosten van het innen en controleren van de belasting kunnen dan hoger worden dan de opbrengst. 
Deze zogenaamde perceptiekosten zijn ook bij de hondenbelasting al vrij hoog, omdat controle-ambtenaren letterlijk van huis tot huis langs de deuren moeten. Sommige gemeenten heffen deze belasting daarom niet. De overheid kiest daarom ook bij exotische en zeldzame dieren voor andere beleidsinstrumenten om het houden hiervan tegen te gaan, bijvoorbeeld invoerverboden en het aanpakken van smokkel. 
Katten werden historisch minder als huisdier gezien en lopen bovendien vaak vrij rond waardoor controle minder praktisch en bovenal duurder wordt. Verder is ook de overlast van katten (in de vorm van schade aan de natuur) veel minder zichtbaar dan die van honden (een hondendrol op straat, agressieve of gevaarlijke honden), waardoor er minder maatschappelijk draagvlak voor een kattenbelasting is. Een overheid die ecolgische schade van katten wil aanpakken zal dan eerder geneigd zijn tot andere instrumenten, bijvoorbeeld het vangen en euthanisieren of steriliseren van zwerfkatten of een algemeen kattenverbod, zoals het geval is op Spitsbergen.

## Tarieven (in Nederland)
Op dit punt is er grote ongelijkheid in Nederland. In 2013 heffen 287 van de 408 gemeenten hondenbelasting. Het gemiddelde tarief is in 2013 iets gestegen (t.o.v. 2012) naar ruim 46 euro voor de eerste hond. Dit gemiddelde is berekend op basis van de tarieven van alle 408 gemeenten, dus incl. de gemeenten zonder hondenbelasting. Voor een tweede hond rekent de gemiddelde gemeente ruim 66 euro. Als tariefvoorbeeld het volgende: wie drie honden heeft, betaalt (in 2013) in Den Haag € 509,88 hondenbelasting en in Rotterdam € 517 (was € 502,80 in 2012). Rotterdam was daarmee de duurste gemeente. Sinds 2018 innen zij geen hondenbelasting meer. Van de gemeenten die deze belasting heffen is het aan Rotterdam grenzende Ridderkerk het goedkoopste: € 16,40 voor de 1e en € 28,10 voor de 2e hond (2013). In de Gemeente Diemen wordt ook hondenbelasting geheven, 99,84 euro per hond in 2013. In o.a. Leiden is hondenbezit gratis. Leiden heft sinds 2005 geen hondenbelasting meer. Ook bijvoorbeeld Appingedam, Zoeterwoude en Texel heffen geen hondenbelasting. De tarieven voor hondenbelasting zijn vaak progressief: voor de tweede hond moet meer betaald worden dan voor de eerste, en voor een 3e hond nog meer. In Den Haag bijvoorbeeld kost de 1e hond € 111,96 , de 2e hond € 175,44 en de 3e (en alle volgende) honden € 222,48 per hond (tarieven 2013). In de gemeente Landsmeer is dit € 45,35 voor de eerste en € 73,75 voor de 2e en elke volgende hond (was € 42,60 resp. € 69,60 in 2012). Amsterdam en Landsmeer hebben de hondenbelasting per 1 januari 2016 resp. 1 januari 2017 afgeschaft. In Someren behoeft uitsluitend hondenbelasting te worden betaald binnen de bebouwde kom, maar niet in het buitengebied van de gemeente.
 Om houders van kennels het leven niet onmogelijk te maken bestaat daarvoor vaak een apart tarief. Dat kan lager, gelijk of hoger zijn dan het tarief voor drie honden. Toch is het kenneltarief niet altijd een goede oplossing voor mensen die meerdere honden willen houden. Om voor het kenneltarief in aanmerking te komen eisen sommige gemeenten nl. dat het kennel formeel staat ingeschreven bij de "Raad van Beheer op Kynologisch gebied in Nederland". Dat kost eenmalig € 239,60 (in 2013; was € 236,29 in 2012).
Gemeenten die geen hondenbelasting heffen (vaak omdat deze door de relatief hoge perceptiekosten onvoldoende doeltreffend wordt geacht) kunnen de gemiste inkomsten compenseren door een verhoging van andere gemeentelijke belastingen, zoals de onroerendezaakbelasting (ozb). Dit gebeurde bijvoorbeeld in Arnhem en in Oldambt (Winschoten en omgeving). Afschaffing op deze wijze wordt soms als oneerlijk ervaren, omdat de gemiste inkomsten daarmee ook worden verhaald op mensen die geen hond hebben.

## Boetes
Gemeenten kunnen boetes heffen indien niet of te laat wordt betaald, of indien de belasting actief wordt ontdoken, bijvoorbeeld door het bezit van een hond niet aan te geven of door te zeggen dat een hond is weggedaan of overleden terwijl dit niet het geval is. In Den Haag bijvoorbeeld leidt dit laatste tot een boete van 2 x het jaartarief, boven op de verschuldigde belasting. Dus wie in Den Haag het bezit van een derde hond opzettelijk ontkent, kan voor die ene hond een aanslag van € 667,44 tegemoet zien indien een controleur de ontduiking ontdekt.

## Tegenprestatie door de gemeente

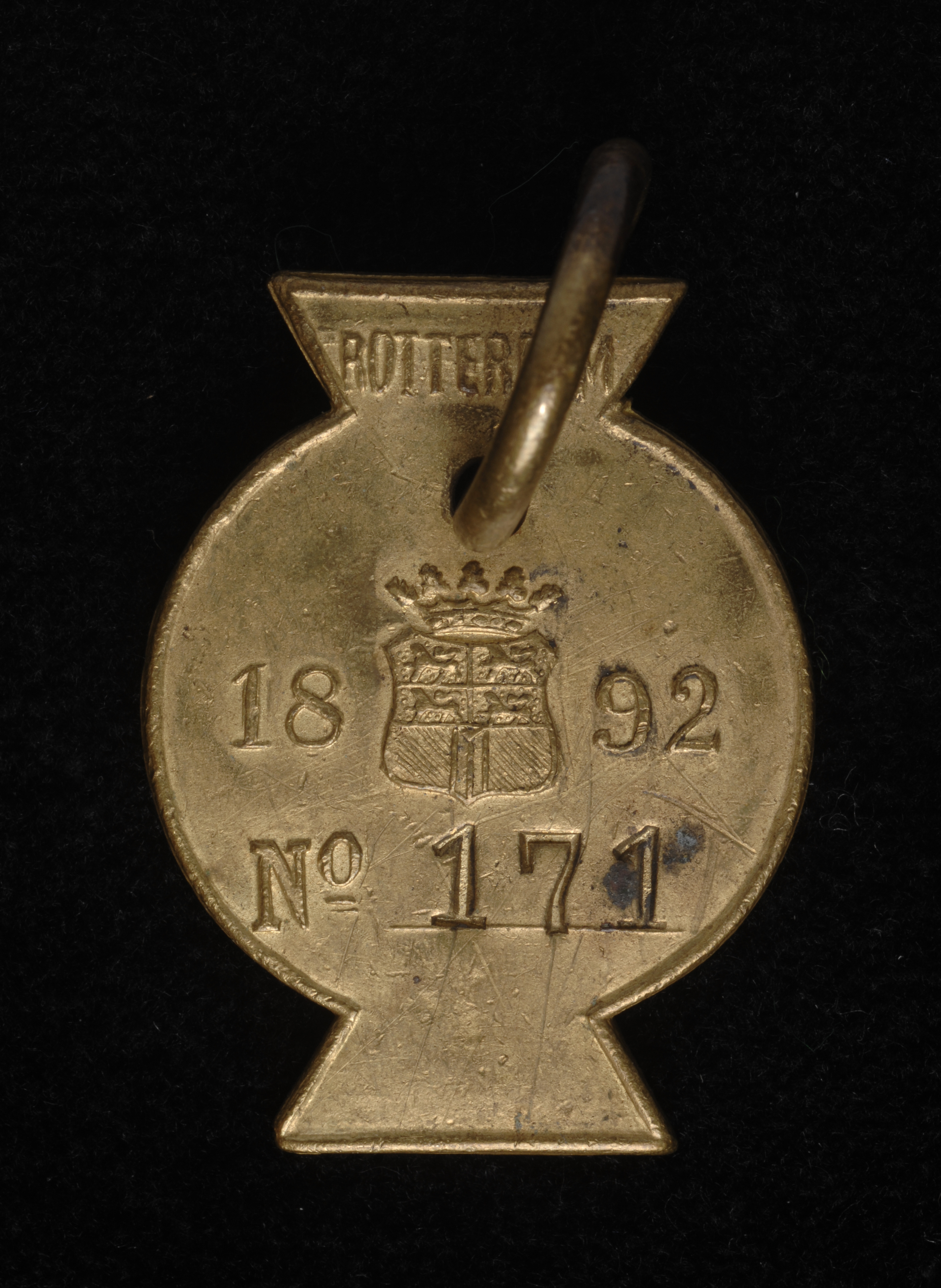
Geelkoperen penning van de hondenbelasting van Rotterdam (1892)

De hondenbelasting is geen zogenaamde bestemmingsheffing. De inkomsten uit hondenbelasting vloeien naar de algemene middelen; de gemeente kan deze middelen naar eigen inzicht gebruiken. Tegenover de betaling van de hondenbelasting hoeft de gemeente dus geen rechtstreekse, aanwijsbare tegenprestatie te leveren, zoals (bijvoorbeeld) het ter beschikking stellen van plastic zakjes om hondenpoep op te ruimen. Voor het maatschappelijk draagvlak van de belasting is het evenwel raadzaam voor gemeenten om een zichtbaar hondenbeleid te voeren. In bijv. Someren gebeurt dit: daar betaalt de gemeente van de opbrengst de aanleg en het onderhoud van uitlaatplaatsen voor honden en maatregelen tegen hondenoverlast.
 In 2013 heeft het Gerechtshof 's-Hertogenbosch echter geoordeeld dat een gemeente die de hondenbelasting alleen maar heft ten behoeve van de algemene middelen het gelijkheidsbeginsel uit artikel 1 van de Grondwet schendt. In het arrest stelt het Hof als voorwaarde voor de heffing van hondenbelasting dat een gemeente alleen hondenbelasting mag heffen "indien de kosten die het hondenbezit voor de gemeente meebrengt van wezenlijke betekenis zijn voor het heffen van de hondenbelasting, en de hoogte van de belasting mede is afgestemd op die kosten". Aangezien die relatie in veel gemeenten niet bestaat, wordt deze uitspraak gezien als revolutionair. Verschillende lokale partijen hebben zelfs burgers opgeroepen om massaal bezwaar aan te tekenen tegen de aanslag hondenbelasting voor 2013.
De Vereniging van Nederlandse Gemeenten ging ervan uit dat de Hoge Raad het oordeel van het Hof zou vernietigen en adviseerde gemeenten om bezwaren aan te houden tot de Hoge Raad uitspraak heeft gedaan. Hoewel enkele gemeenten in afwachting van de uitspraak van de Hoge Raad de inning van de hondenbelasting hebben opgeschort, hebben de meeste gemeenten in lijn met de reactie van de VNG vooralsnog niets veranderd.
Dat is terecht gebleken: het hofarrest is door de Hoge Raad in cassatie vernietigd. "Het onderscheid in art. 226 Gemeentewet tussen houders van honden en andere personen vormt geen discriminatie. Voor heffing van hondenbelasting is niet vereist dat een relatie wordt gelegd met bepaalde kosten die de gemeente moet maken in verband met het houden van honden binnen haar grenzen."

## Gevaarlijke honden
In Duitsland wordt een rassenlijst gehanteerd van vechthonden en gevaarlijke honden die gevolgen heeft voor de hondenbelasting. Voor zulke honden kan namelijk een hoger tarief worden geheven. De regelingen zijn ingewikkeld en omstreden. Wat een gevaarlijke hond is of niet wordt namelijk per deelstaat bepaald. In Beieren bijvoorbeeld worden 19 hondenrassen als gevaarlijk beschouwd, in Brandenburg 18, maar in Nedersaksen geen enkele. In de gemeente Hürth (in Noordrijn-Westfalen, met 14 erkende gevaarlijke rassen) betekent dit dat de belasting voor een gewone hond € 76 per jaar is, tegen € 540 voor een gevaarlijke hond. Bij drie gevaarlijke honden loopt dit op naar € 737 per hond (2012). In Bad Kohlgrub (Beieren) moet zelfs €2000 belasting worden betaald voor elke gevaarlijke hond. Dit harde ontmoedigingsbeleid wordt door critici in Duitsland wel een strafbelasting genoemd, als ware het een boete op het houden van zulke honden. Belastingen hebben echter niet slechts een budgettaire, maar ook een sturingsfunctie (het Duitse woord voor belasting is dan ook Steuer), en het is volstrekt legitiem dat de overheid op deze wijze het houden van als gevaarlijk geziene honden wil ontmoedigen. Of dit de juiste beleidskeuze dan wel effectief beleid is, dat is een ander verhaal.

## Andere plichten met betrekking tot honden

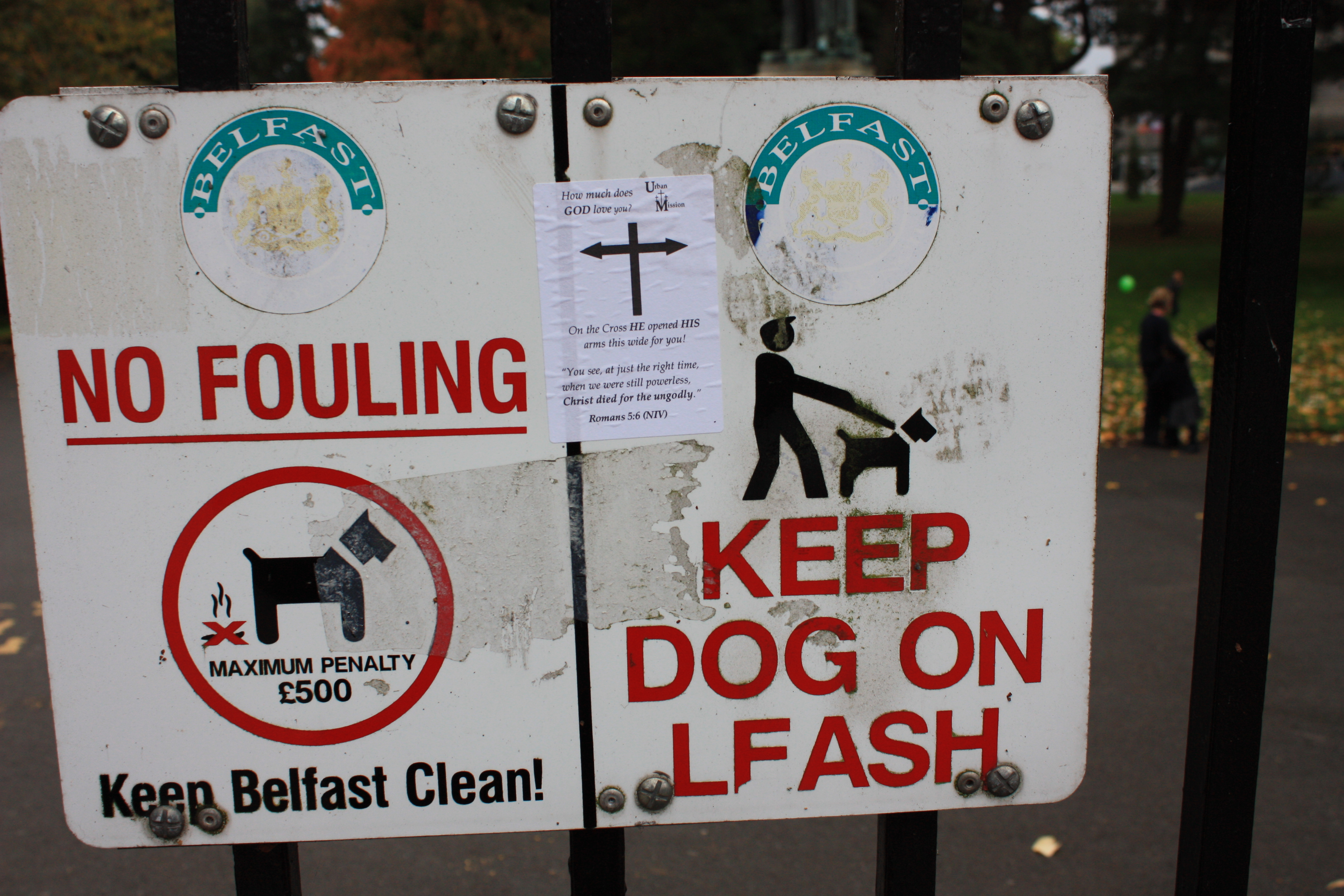
Tekenen van een actief hondenbeleid in Belfast, Noord-Ierland: 500 Pond boete voor het niet opruimen van hondepoep

Naast en dus los van het betalen van hondenbelasting kan de gemeente aanvullende eisen stellen aan het hebben van een hond. Zo bestaan in veel gemeenten aanlijn- en opruimplichten. Stedelijke gemeenten zijn hierin vaak strenger dan plattelandsgemeenten. De aanlijnplicht houdt in dat de hond altijd aangelijnd moet zijn, behalve in speciaal aangewezen losloopgebieden. Regelingen t.a.v. het opruimen van uitwerpselen verschillen van gemeente tot gemeente. Soms is de plicht absoluut (geldt altijd en overal), soms geldt het alleen binnen de bebouwde kom, soms is er vrijstelling van de opruimplicht in zogenaamde uitlaatzones of losloopgebieden. Daar ruimt de gemeente de hondenpoep op. Maar ook waar honden vrij mogen rondlopen kan een opruimplicht bestaan, zoals op het strand. Ook kan de gemeente gebieden aangeven waar helemaal geen honden mogen komen, bijvoorbeeld op speelveldjes voor kinderen. Deze plichten worden gecontroleerd; wie zich er niet aan houdt riskeert een boete.